# Calle Imperial (Sevilla)
La calle Imperial es una vía pública de la ciudad española de Sevilla.

## Descripción
La vía discurre desde la plaza de San Leandro hasta la calle San Esteban. Honra con el título a Antonio Imperial, provisor y canónigo de la catedral de Sevilla. Aparece descrita en la Noticia histórica del origen de los nombres de las calles de esta ciudad de Sevilla (1839) de Félix González de León con las siguientes palabras:

Calle Imperial. Corresponde al cuartel D., y por mitad à las parroquias de Santiago y san Estevan; el nombre se lo dió el licenciado Antonio Imperial, provisor y canónigo de esta catedral, por haber vivido en ella muchos años. La calle es muy larga; pero estrecha y pasa desde la plaza de san Leandro hasta la calle de san Esteban. En esta calle estuvo el convento de padres Diaguinos desde el dia 25 de abril de 1817, hasta el 30 de marzo de 1819, en que pasaron á la iglesia y casas de san Antonio Abad; por haber omado pocesion del señor san Luis que ocupaban los padres Jesuitas sus antiguos dueños. Aquí estuvieron en una casa particular.
(González de León, 1839, pp. 334-335)